# 立川健二
立川 健二（たつかわ けんじ、1958年7月31日 - ）は、埼玉県浦和市（現さいたま市）出身の思想評論家。

## 来歴
埼玉県浦和市（現さいたま市）出身。1982年東京外国語大学フランス語科卒。1989年東京大学大学院人文科学研究科仏文科中退。
フェルディナン・ド・ソシュール研究の集大成として『≪力≫の思想家 ソシュール』、『現代言語論』（山田広昭との共著）を出版。大阪市立大学勤務の後、東北学院大学教養学部専任講師として赴任した1991年に『誘惑論』を上梓し、注目を集める。
ソシュール研究の立場から、言語と文化、記号論などの講義を担当。学部生対象のゼミ「誘惑論セミネール」、また、現代言語論研究会を主宰し、論文集『PHILOLOGIE』を同会で出版。同大学助教授時代に『愛の言語学』（1995年）を上梓。その一方で、会の運営については自己中心的だという指摘もあり、賛否両論が出て退会者が続出し、人間不信に陥る。
その後、文教大学教授となり、同会も休会状態に陥る。2000年、自身が教育職には向いていないことを自ら悟り辞職。右翼、左翼双方への批判を織り込んだ「ポストナショナリズムの精神」を上梓、西部邁の『発言者』に寄稿・連載したが、2001年に西部の意向で関係を断たれた。

## 著書
- 『「力」の思想家ソシュール』風の薔薇 1986
- 『誘惑論 言語と(しての)主体』新曜社 1991
- 『愛の言語学』夏目書房 1995
- 『ポストナショナリズムの精神』現代書館 2000
- 『言語の復権のためにーソシュール、イェルムスレウ、ザメンホフ』論創社、2020
- 『国家と実存　「ユダヤ人国家」の彼方へ』彩流社、2022

### 共著
- 『現代言語論 ソシュール フロイト ウィトゲンシュタイン』山田広昭 新曜社 1990

### 翻訳
- ショシャーナ・フェルマン『語る身体のスキャンダル ドン・ジュアンとオースティンあるいは二言語による誘惑』勁草書房, 1991
- フランソワーズ・ガデ『ソシュール言語学入門』新曜社, 1995